# Měnová báze
Měnová báze nebo peněžní báze je dána množstvím oběživa a rezerv (bankovky a mince držené bankami, ale i vklady komerčních bank u centrální banky). Jinými slovy se jedná objem peněz vydaný přímo centrální bankou (bez multiplikačního efektu).
Měnová báze představuje peněžní prostředky s nejvyšším stupněm likvidity, sledované centrální bankou
= hotovostní oběživo (HO) + povinné (REpo) a dobrovolné (REdo) rezervy obchodních bank na účtech centrální banky.

## Monetární operace
Existuje několik nástrojů, jak zvyšovat či snižovat měnovou bázi ekonomiky. V České republice jsou monetární operace odpovědnostní České národní banky.
Jedním z nástrojů je nákup státních dluhopisů centrální bankou od komerčních bank výměnou za peníze. Tyto peníze jsou připsány na účty rezervních vkladů komerčních bank u centrální banky. Tato operace přímo zvyšuje měnovou bázi, neboť se tím zároveň zvětšuje objem peněz komerční banky, která může nově získané prostředky dále využívat například k poskytování úvěrů.
Dalším přímým nástrojem centrální banky je míra povinných minimálních rezerv. Pokud se zvýší minimální povinné rezervy, komerční banky budou muset ukládat více peněz u centrální banky, což sníží množství peněz, které mohou půjčovat, a sníží tak měnovou bázi. Česká národní banka však tento nástroj aktivně nevyužívá, neboť aktuální sazba 2% je nezměněna již od října 1999.
Dalším nástrojem jsou operace na volném trhu. Centrální banka má možnost prodávat či nakupovat aktiva na volném trhu výměnou za peníze. Nákup aktiv centrální bankou by znamenalo zvětšení objemu peněz v ekonomice, a tedy i na účtech komerčních bank. Komerční banky jsou povinné uložit alespoň část nově obdržených peněz do centrální banky jakožto povinné minimální rezervy, což přímo zvýší měnovou bázi.
Nepřímým nástrojem je změna výše úrokových sazeb centrální bankou. Výše úrokových sazeb ovlivňuje motivaci komerčních bank ukládat své peníze do centrální banky na účet rezerv. Při zvýšení úrokových sazeb je pro komerční banky výhodnější raději uložit peníze bezpečně do centrální banky než poskytovat rizikové úvěry, což ve výsledku snižuje celkový objem peněz v ekonomice, což v důsledku i snižuje množství peněz uložené u komerčních bank klienty. Komerčním bankám se tedy sníží disponibilní množství peněz včetně peněz uložených u centrální banky, a proto ve výsledku dojde ke snížení měnové báze.

## Peněžní multiplikátor
Měnová báze je však mnohem menší než celkový užívaný objem peněz v ekonomice. Dochází totiž k multiplikačnímu efektu, při kterém komerční banky zvětšují celkovou peněžní zásobu především pomocí poskytování úvěrů.
Tento jev lze kvantifikovat pomocí peněžního multiplikátoru, což je poměr peněžní zásoby (HO + DE) a peněžní báze (HO + RE), kde
- HO je objem hotovostního oběživa (v rukách nebankovních subjektů)
- DE je objem depozit v bankách
- RE je objem rezerv

V případě, že by byl multiplikátor přesný, by centrální banka mohla přesně regulovat peněžní zásobu. Vzhledem k jeho nepřesnosti využívá centrální banka k regulaci peněžní báze především operace na volném trhu.[zdroj?]